# Bematistes kivuana
Bematistes kivuana är en fjärilsart som beskrevs av Jordan 1910. Bematistes kivuana ingår i släktet Bematistes och familjen praktfjärilar. Inga underarter finns listade i Catalogue of Life.